# Bastahe
Bastahe es un pueblo ubicado en el municipio de Berane, en Montenegro.

## Demografía
Hasta 2011 la población era de 40 habitantes, conformada por 13 hogares y 40 viviendas.
| 158                                                              | 167 | 149 | 200 | 119 | 77 | 70 | 40 |
| (Fuente: Population statistics of Eastern Europe & former USSR.) |     |     |     |     |    |    |    |

| Etnicidad                                           | Número | Porcentaje |
| --------------------------------------------------- | ------ | ---------- |
| Montenegrinos                                       | 35     | 50,0 %     |
| Serbios                                             | 35     | 50,00 %    |
| Fuente: Republic of Montenegro. Statistical Office. |        |            |